# Alexander Gottfried
Alexander Gottfried (Pavlodar, 5 de julio de 1985) es un ciclista alemán.
En 2005, Gottfried comenzó su carrera internacional con el equipo continental alemán Sparkasse (actualmente llamado Nutrixxion-Abus). En ese mismo año, ganó la séptima etapa del Tour del Porvenir, la carrera por etapas más importante para ciclistas menores de 25 años de edad. En la temporada 2006, ocupó la sexta posición en el ranking general de la Vuelta a Turingia y la quinta posición en el Tour de Sachsenring. En el marcador final de la Copa de Alemania de ciclismo terminó en cuarto lugar.
Al final de la temporada 2013, Gottfried se retiró de su carrera como ciclista internacional y se unió a "Stölting", una comunidad de carreras registrada a nivel nacional vinculada organizativamente al equipo ciclista alemán Stölting Service Group.
Su padre es el ciclista Vladimir Gottfried, campeón mundial en 2008 a contrarreloj individual, en la categoría de 55-59 años de edad, así como campeón europeo en la carrera de ruta y en la contrarreloj individual.

## Palmarés
2005
- 2.º en el Campeonato Alemán de Ciclismo en Ruta sub-23
- una etapa en el Tour del Porvenir

2007
- una etapa en el Giro de las Regiones